# دوبرومیل
۴۹°۳۴′ شمالی ۲۲°۴۷′ شرقی / ۴۹٫۵۶۷°شمالی ۲۲٫۷۸۳°شرقی
شهر دوبرومیل (به روسی: Добромиль) در استان لویو در کشور اوکراین واقع شده‌است. جمعیت این شهر  ۴,۱۶۸ نفر است. (۲۰۲۱ تخمینی)